# Jon Folkman
Jon Hal Folkman (8 de diciembre de 1938 - 23 de enero de 1969) fue un matemático estadounidense, estudiante de John Milnor e investigador de RAND Corporation. Folkman fue becario de Putnam en 1960. Recibió su Ph.D. en 1964 de la Universidad de Princeton, bajo la supervisión de Milnor, con una tesis titulada Mapas Equivariantes de Esferas en los Grupos Clásicos.
Jon Folkman contribuyó con importantes teoremas en muchas áreas de la combinatoria. En combinatoria geométrica, Folkman es conocido por sus estudios pioneros y póstumamente publicados de matroides orientados; en particular, el teorema de representación topológica de Folkman-Lawrence es "una de las piedras angulares de la teoría de los matroides orientados". En Teoría del orden, Folkman resolvió un problema abierto sobre los fundamentos de la combinatoria al demostrar una conjetura de Gian-Carlo Rota; Al probar la conjetura de Rota, Folkman caracterizó la estructura de los grupos de homología de "retículas geométricas" en términos de los grupos abelianos libres de rango finito.